# 西浦三郎
西浦 三郎（にしうら さぶろう、1948年 - ）は、日本の実業家。ヒューリック代表取締役社長・会長。日本ビューホテル代表取締役会長。

## 来歴
東京都出身。
1971年、早稲田大学第一政経学部卒業後、旧富士銀行入行。
2004年4月、みずほ銀行取締役副頭取を経て、2006年3月、日本橋興業（現ヒューリック）社長に就任。2016年3月より現職。